# André Blaise
André Blaise (Soumagne, 10 gennaio 1888 – Verviers, 11 maggio 1941) è stato un ciclista su strada belga.
Professionista dal 1907 al 1922, conta la vittoria di una tappa al Giro del Belgio.

## Carriera
Corse per la Alcyon-Dunlop e la Automoto-Continental, ottenendo dieci vittorie tra il 1908 ed il 1911, tra cui una tappa al Giro del Belgio. Partecipò a cinque edizioni del Tour de France e fu terzo alla Liegi-Bastogne-Liegi nel 1912. Dopo la prima guerra mondiale corse altri tre anni da individuale, ottenendo come miglior piazzamento il dodicesimo posto al Giro delle Fiandre nel 1920.

## Palmarès
- 1908 (Individuale, sette vittorie)

Arlon - Aywaille
Blégny - Sint-Truiden - Blégny
Brussel - Micheroux
Heuseux - Bastogne - Heuseux
Mortier - Houffalize - Mortier
Soumagne - Bastogne - Soumagne
Trooz - Durbuy
- 1910 (Alcyon-Dunlop, due vittorie)

Heuseux - Namur - Heuseux
Soumagne - Bastogne - Soumagne
- 1911 (Alcyon-Dunlop, una vittoria)

4ª tappa Giro del Belgio (Erquelinnes > Namur)

### Altri successi
- 1908

Criterium di Liegi
- 1914

Grand Prix de Chateaurenard

## Piazzamenti

### Grandi Giri
- Tour de France

1909: ritirato (3ª tappa)
1910: 8º
1911: ritirato (3ª tappa)
1912: ritirato (4ª tappa)
1914: ritirato (4ª tappa)

### Classiche monumento
- Milano-Sanremo

1911: 11º
1912: 5º
1913: 10º
- Giro delle Fiandre

1920: 12º
- Parigi-Roubaix

1911: 19º
1913: 10º
- Liegi-Bastogne-Liegi

1912: 3º
1921: 26º